# كوتلر باي
كوتلر باي (بالإنجليزية: Cutler Bay)‏ هي مدينة أمريكية تقع في ولاية فلوريدا. تبلغ مساحة هذه المدينة 15.84 كـم (كم²)،ويبلغ عدد سكانها 40286 نسمة حسب إحصاء سنة 2010 م 40286.تشير إحصاءات سنة 2000م بأن الكثافة السكانية في هذه المدينة تقدر بـ(10,609 كـم2) نسمة/كم2 